# Калгарийская декларация
Калгари́йская деклара́ция (англ. Calgary Declaration), также известная как Калгарийское соглашение — соглашение, заключённое премьер-министрами большинства провинций и территорий Канады о процедуре внесения в будущем поправок к Конституции. Подписана в Калгари (Альберта) 14 сентября 1997 всеми канадскими премьер-министрами и главами территорий, кроме Люсьена Бушара из Квебека. Декларация явилась следствием полного споров и разногласий обсуждения конституции в Канаде в ходе её патриации в 1982 и последующего провала Мичского и Шарлоттаунского соглашений.

## Содержание
Мичское и Шарлоттаунское соглашения признали за Квебеком статус «отдельного сообщества», что вызвало много споров. Декларация же отличается от них тем, что в ней было заявлено об «уникальном характере квебекского сообщества», а не о признании Квебека как отдельного сообщества. Была подтверждена роль Национального собрания Квебека в продвижении этой уникальности (выраженной, в частности, в преобладающем употреблении французского языка, своеобразной культуре и гражданском праве).
Несмотря на уникальность Квебека и «неуникальность» других провинций, в Декларации говорилось, что все провинции должны быть юридически равными. Кроме того, полномочия, предоставляемые одной провинции в ходе будущих конституционных переговоров, должны будут предоставляться и всем остальным провинциям. Канадский федерализм был утверждён в качестве формы правления и было указано, что эта система может обеспечивать оказание социальных услуг всем канадцам, лишь если различные уровни власти «будут сотрудничать и уважать сферы полномочий друг друга».
В Декларации также подтверждались права на равенство (включая «равенство возможностей»), была признана многокультурность Канады и даже утверждалось, что Канада — «самая многообразная и терпимая страна». При этом в Декларации были прямо упомянуты «коренные народы и культуры».

## Реакция
По опросу общественного мнения, проведённому Angus Reid в ноябре 1997 г., 62 % канадцев поддерживали принципы Декларации (39 % «умеренно», 23 % «полностью»). 30 % были против, а 7 % затруднились с ответом. Похожие результаты показаны и в Квебеке, где 23 % «умеренно» поддерживали их, 36 % — «полностью» (вместе 59 %) и 30 % были против. Radio-Canada также установила, что 80 % жителей Квебека считали Декларацию «приемлемой», а 18 % отвергали её.
Квебекский либерал Жан Шаре высказался в целом в поддержку Калгарийской декларации. Однако министр из Квебекской партии Ги Шеврет заявил, что прежде чем Квебек одобрит эту Декларацию, должен состояться референдум, на котором одним из вариантов должна фигурировать независимость. В 2006 г. будущий глава Либеральной партии Канады Стефан Дион оценил Декларацию как неудачу. По его словам, «мало кто помнит» о Декларации, и в Квебеке политики быстро отклонили Декларацию, потому что у неё «не было сил решить поставленную задачу».
Журналист Пол Уэлс выделил положения, которых, по его мнению, не хватало в Декларации: «В Калгарийской декларации ничего не говорится о здравоохранении, хороших школах, новом процветании, постепенном возрождении серьёзной канадской внешней политики или возможности обмениваться хорошими идеями и мыслями о благоустройстве с согражданами, которые говорят на другом языке, но разделяют те же ценности».